# Gradovi na papiru
Gradovi na papiru (engleski: Paper Towns) su nepostojeća mjesta na kartama. Oni se prikazuju na karti kao rezultat pogreške ili zamke za povredu autorskih prava izdavača karata. Najpoznatiji primjeri su Argleton u Lancashireu, Beatosu i Goblu u Ohiou.
Agloe, New York je izmišljen u 1930-im kao jedan od takvih zamki. Godine 1950. na njegovome mjestu otvoren je dućan Agloe General Store te je tako izmišljeni Agloe postao stvarno mjesto.
U Njemačkoj postoji humoristična teorija zavjere prema kojoj je Bielefeld, grad koji ima preko 300.000 stanovnika, izmišljen.
Gradovi na papiru također mogu biti napuštena građevinska mjesta koja se više ne grade zbog nedostatka novca.